# Pieter de Decker

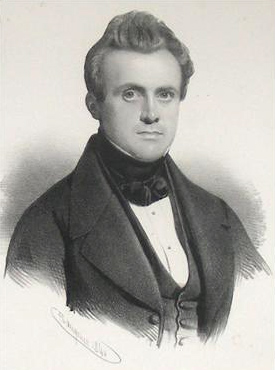
Pieter de Decker

Pierre (Pieter) Jacques François de Decker (auch De Decker, Dedecker; * 25. Januar 1812 in Zele (Ostflandern); † 4. Januar 1891 in Brüssel) war ein belgischer Staatsmann.

## Leben
De Decker absolvierte seine Schulzeit an einem Jesuitenkolleg. Anschließend studierte er an den Universitäten von Paris und Gent Rechtswissenschaften. Neben der Rechtsanwaltstätigkeit in Brüssel war er als Journalist tätig, wurde zuerst Mitredakteur des Journal de Flandres und gründete 1837 mit Antony Deschamps die klerikale Revue de Bruxelles, die bis 1851 bestand. Auch gab er 1835 zwei Gedichtbände unter dem Titel Religion et amour heraus.
1839 wurde er für den Bezirk Dendermonde in die Deputiertenkammer gewählt und schloss sich der ultramontanen Partei an. Er suchte aber eine gewisse Mittelstellung zwischen den extremen Parteistandpunkten einzunehmen. Auch unterstützte er die Rechte der flämischen Bevölkerung auf die Gleichberechtigung ihrer Sprache an. Seine politischen und sozialen Theorien setzte er in mehreren Schriften, wie: Du pétitionnement en faveur de la langue flamande (1840), De l'influence du clergé en Belgique (1843), Quinze ans de 1830 a 1845 (1845), L'esprit de parti et l'esprit national (1852) usw., auseinander. Seine Études historiques et critiques sur les monts-de-plété en Belgique (1844) verschafften ihm einen Sitz in der belgischen Akademie.
Nachdem das liberale Kabinett Brouckère am 2. März 1855 seine Entlassung genommen hatte, übernahm de Decker am 30. desselben Monats in dem neuberufenen Ministerium Vilain XIIII das Ressort des Inneren. Mit seinen Vermittlungsversuchen scheiterte er schließlich an dem Wohltätigkeitsgesetz, das unter der Firma der Freiheit der milden Stiftungen diese völlig in die Hände des Klerus zu spielen versuchte. Da die Aufregung im Land bis zu tumultuarischen Bewegungen stieg und die Wahlen der Gemeinderäte im Oktober 1857 sehr zugunsten der Liberalen ausfielen, trat das Kabinett zurück.
Er beteiligte sich darauf an den Finanzoperationen von André Langrand-Dumonceau und wurde einer der Direktoren der „Christlichen Bank“. Als ihn trotzdem das klerikale Ministerium d’Anethan im November 1871 zum Gouverneur der Provinz Limburg ernannte, erregte dies beim Volk so großen Widerstand, dass es in Brüssel zu tumultuarischen Auftritten kam, die nicht bloß de Deckers Rücktritt, sondern auch den des Ministeriums und die Berufung eines neuen Ministeriums de Theux zur Folge hatten. De Decker wurde auch in den Langrandschen Kriminalprozess verwickelt, aber 1877 außer Verfolgung gesetzt.

## Werke (Auswahl)
- Biographie de H. Conscience. 1885.
- L’Esprit de parti et l’esprit national. 1852.
- Étude politique sur le vicomte Ch. Vilain XIIII. 1879.
- Études historiques et critiques sur les monts-de-piété en Belgique. Brüssel 1844.
- De l’influence du libre arbitre de l’homme sur les fails sociaux. Brüssel 1848.